# Eksplozija (album)
Eksplozija je 19. album Dragane Mirković, izdan krajem 2008. u nakladi DM SAT-a i VR-a.

## Popis pjesama
1. Nauči me (S. Dragić - V. Petković - Kobac/Kon)
2. Laste (Husa - M. Tucaković - Kobac/Kon)
3. Zemljo, okreni se (Kobac/Kon - V. Petković - Kobac/Kon)
4. Pun je grad života (Husa - V. Petković - Kobac/Kon)
5. Jedino moje (A. Avax - J. Vlajković - A. Avax)
6. Zapaliću srce (XXX - E. Jahović - Kobac/Kon)
7. Nešto lepo (Baša - Baša - S. Marković/Kobac/Kon)
8. Slavuji (S. Dragić - V. Petković - Kobac/Kon)
9. Sve bih dala da si tu (P. Zdravković - D. Marjanović/Milanko - P. Zdravković)
10. Eksplozija (Kobac/Kon - V. Petković - Kobac/Kon)
11. Ti me rani (P. Zdravković - Milanko - P. Zdravković)
12. Ko je ta (A. Avax - J. Vlajković - A. Avax)
13. Život moj ( duet s Danijelom Đokićem)

## Spotovi
Odmah po izlasku novog CD-a, Dragana je snimila nekoliko novih spotova. To su prvenstveno za pjesme "Nauči me", "Zemljo, okreni se", "Jedino moje", "Zapaliću srce", "Eksplozija", "Nešto lepo" i "Život moj". 

## Vanjske poveznice
- Službena stranica